# Turnera sidoides
Turnera sidoides es un género de plantas con flores nativas de América del Sur. Fue descrito por primera vez por Carlos Linneo en 1767.

## Descripción
Turnera sidoides es una planta herbácea de entre 5 y 40 centímetros de altura.

## Distribución y hábitat
Se encuentra en Argentina, Brasil, Paraguay y Uruguay, entre los 0 y 2700 metros de altura sobre el nivel del mar.

## Subespecies
La especie se divide en los siguientes tipos:
- T. s. carnea
- T. s. holosericea
- T. s. integrifolia
- T. s. pinnatifida
- T. s. sidoides